# Rhytiphora deserti
Rhytiphora deserti är en skalbaggsart som först beskrevs av Blackburn 1896.  Rhytiphora deserti ingår i släktet Rhytiphora och familjen långhorningar. Inga underarter finns listade i Catalogue of Life.